# Livezile, Alba
Livezile là một xã thuộc hạt Alba, România. Dân số thời điểm năm 2002 là 1526 người.